# U-167 (Kriegsmarine)
U-167 je bila nemška vojaška podmornica Kriegsmarine, ki je bila dejavna med drugo svetovno vojno.

## Zgodovina
6. aprila 1943 je podmornico napadlo britansko letalo Hudson. Zaradi hudih poškod se je poveljnik, Kurt Sturm, odločil, da potopi podmornico in prepreči njeno zajetje.
Celotna posadka je nato nekaj dni preživela na rešilnih čolnih, dokler ni prispela U-455 in sprejela celotno posadko na svoj krov. Zaradi velikega števila ljudi na krovu (podvojilo se je število posadke) je odplula proti Franciji.
Na poti se je srečala z U-154, U-159 in U-518; vse štiri podmornice so si nato razdelile preživelo posadko. 
Že istega meseca je bila nato celotna posadka zbrana v Lorientu in St. Nazairu. 16. junija 1943 je bila celotna posadka premeščena na novo podmornico, U-547.

## Poveljniki
| Poveljniki |                 |               |                                 |
| Št.        | Čin             | Ime           | Poveljstvo                      |
| 1.         | Kapitänleutnant | Kurt Neubert  | 4. julij 1942 - 8. februar 1943 |
| 2.         | ?               | Günter Zahnow | 8. januar - 16. januar 1943     |
| 3.         | ?               | Kurt Sturm    | 5. februar - 6. april 1943      |

## Tehnični podatki
| Kategorije                                    | Podatki                       |
| --------------------------------------------- | ----------------------------- |
| Teža (t): na površju pod površjem polna Teža  | 1.120 1.232 1.545             |
| Dolžina (m) - tlačni trup (m)                 | 76,76 - 58,75                 |
| Širina (m) - tlačni trup (m)                  | 6,86 - 4,44                   |
| Izpodriv (m)                                  | 4,67                          |
| Višina (m)                                    | 9,6                           |
| Moč (hp): na površju pod podvršjem            | 4.400 1.000                   |
| Hitrost (vozlov): na površju pod podvršjem    | 19 7,3                        |
| Doseg (milja/vozel): na površju pod podvršjem | 13.850/10 63/4                |
| Torpeda/Torpedne cevi                         | 22/6 (4 na premcu, 2 na krmi) |
| Krovni top (mm)                               | 105 (110 granat)              |
| Mine                                          | 44 TMA                        |
| Posadka                                       | 48-56                         |
| Maksimalni potop (m)                          | 230                           |